# Трансамерика (здание)
«Трансамерика» — второе по высоте здание в Сан-Франциско, Калифорния, США. Его высота составляет 260 метров, основание 54 × 54 м, в здании 48 этажей, а выполнено оно в форме пирамиды. Строительные работы начались в 1969 году и длились 3 года. С 1999 года пирамида принадлежит нидерландской страховой компании AEGON. Является 53-м по высоте зданием в США, было самым высоким зданием Западного побережья с 1972 по 1974 год и самым высоким зданием Сан-Франциско с 1972 по 2018 год (уступила первенство Salesforce Tower). Также известно как «Шпиль».
Архитектор — Уильям Перейра.

## Интересные факты
- Модель строительства башни «Трансамерика» была показана в фильме «Зодиак» (2007). Действие фильма как раз разворачивается в то время, когда строилось здание.
- Здание присутствует в фильме «Терминатор: Генезис» (2015). В блокбастере показано разрушение небоскрёба в момент ядерного удара.
- В компьютерной игре Call of Duty 4: Modern Warfare (2007) это здание расположено возле китайского квартала на карте Чайнатаун.
- В компьютерной игре Grand Theft Auto: San Andreas (2004) можно спрыгнуть с парашютом с крыши этого здания.
- Здание присутствует в фильме «Соник в кино» (2020). В фильме показано, как Соник роняет на крышу здания мешочек с золотыми кольцами, которые помогают путешествовать по мирам. Впоследствии он с друзьями забирается на крышу небоскрёба, чтобы вернуть кольца, и там на них нападает доктор Роботник.
- В научно-фантастическом сериале «Грань» (2008) в параллельной вселенной это здание было построено не в Сан-Франциско, а в Нью-Йорке, в районе Мидтаун, недалеко от Крайслер-билдинг.
- Здание часто показывают в сериале «Зачарованные» (1998)
- Здание показывают в фильме «Дневник принцессы» (2001)